# Mediobogdum

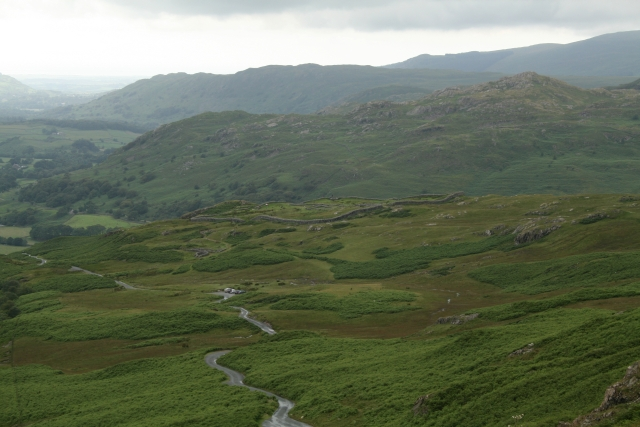
Fort z lotu ptaka

Mediobogdum – obecnie pozostający w ruinie, dawny rzymski obóz wojskowy położony w okolicach przełęczy Hardknott, w hrabstwie Kumbria, w północno–zachodniej Anglii. Powstał na początku II wieku n.e. Został opuszczony w III wieku. W XIX wieku przeprowadzono na nim pierwsze prace archeologiczne. Obecnie jest zarządzany przez organizacje English Heritage i National Trust.

## Historia
Obóz został założony na początku II w. n.e., za panowania cesarza Trajana bądź jego następcy, Hadriana, w celu kontrolowania przejścia przez dolinę Eskdale. Fragmentarycznie zachowana inskrypcja na wschodniej bramie, pochodzącą z czasów panowania cesarza Hadriana, identyfikuje placówkę jako siedzibę wywodzącej się z Bałkanów 4. kohorty dalmackiej. W latach 30. II wieku fort został zdemilitaryzowany w związku z zajęciem przez Rzym południowej Szkocji. Załogę przywrócono do niego za rządów Marka Aureliusza. Został ostatecznie opuszczony na początku III wieku. Na podstawie znalezisk archeologicznych z obszaru fortu można przypuszczać, że wielokrotnie służył on później podróżnikom i oddziałom wojskowym jako tymczasowe schronienie.
Fort położony był na rzymskiej drodze wiodącej z fortu Glannoventa przez dolinę Eskdale do fortów Galava i Alavana. W XVII wieku został odkryty i rozpoznany jako pozostałość po czasach rzymskich. Do XIX wieku pozostawał w obszarze działań rabusiów. W 1892 roku rozpoczęły się prace mające na celu zbadanie i zabezpieczenie fortu. Kolejne prace archeologiczne przeprowadzono w latach 60. i 70. XX wieku. Obecnie fort pozostaje pod opieką organizacji English Heritage i National Trust.

## Wygląd
Obóz jest położony na wysokości ok. 815 m n.p.m. i ma powierzchnię ok. 4000m². Zbudowano go na planie zbliżonym do kwadratu. Wiodły do niego cztery bramy, po jednej z każdej strony. Bramy południowa, wschodnia i zachodnia były złożone z dwóch wjazdów. Brama północna ze względu na fakt, iż wychodziła w kierunku znacznego obniżenia terenu, była znacznie węższa od pozostałych i posiadała jeden wjazd. Mury były wykonane z kamienia, zaś w każdym z narożników umieszczono po jednej wieży strażniczej, do których wejście prowadziło prawdopodobnie ze szczytu murów.
Do naszych czasów przetrwały pozostałości po trzech kamiennych budynkach wewnątrz fortu. W centrum, naprzeciw południowej bramy, umieszczona była kwatera główna. Składał się na nią otwarty ku południowi dziedziniec, otoczony przez niewielkie pomieszczenia służące zapewne do przechowywania broni. Od północy do dziedzińca przylegała natomiast sala reprezentacyjna, służąca również jako miejsce odbywania sądów. Do sali tej przylegała świątynia oraz pomieszczenia administracyjne i archiwa. Na zachód od kwatery głównej położona była rezydencja dowódcy. Był to duży dom z własnym dziedzińcem. Jego budowa nie została jednak ukończona przed opuszczeniem obozu. Na wschód od kwatery głównej znajdowały się z kolei spichlerze. Ich podłogę zbudowano na palach, co miało zapewnić swobodny przepływ powietrza i zapobiec zniszczeniu zapasów przez szkodniki.
W obozie nie odnaleziono pozostałości po drewnianych budynkach, jakie zazwyczaj wznoszono w tego typu obiektach w celu zakwaterowania legionistów. Ze względu na niesprzyjające budowie podłoże załoga prawdopodobnie mieszkała więc w wykonanych ze skóry namiotach. Obszar, na którym odbywano manewry, leży około 200 metrów na wschód od fortu. Poza obozem znajdują się także pozostałości po budynku łaźni, składającego się z czterech pomieszczeń – jednego gospodarczego, w którym mieściło się palenisko, oraz trzech wyposażonych w niecki z zimną, ciepłą i gorącą wodą.